# 阿母崎站
阿母崎站（日语：／ Abozaki eki */?）是位於長崎縣雲仙市吾妻町阿母，島原鐵道的島原鐵道線車站。

## 歷史
- 1955年（昭和30年）3月9日 - 吾妻崎站啟用。
- 1960年（昭和35年）11月5日 - 車站改名為阿母崎站。

## 車站構造
車站是一座地面車站，設有1面1線的單式月台。月台位於路軌南邊。此站沒有車站大樓，在月台上設有候車室和單車停泊場。另外，月台建設彎道上。月台兩邊設有車站出入口，均連接國道251號。此站設有無人車站。

## 車站周邊
車站南邊設有國道251號和住宅。車站北邊主要為稻田。在國道上設有島鐵巴士中阿母巴士站。在候車室內設有巴士站時間表。

## 使用狀況
在2013年度的一年總乘車人次為15,538人，下車人次為18,257人。
以下為近年一年總乘車人次和下車人次變化。
| 年度               | 一年總 乘車人次 | 一年總 下車人次 |
| ------------------ | --------------- | --------------- |
| 2000年（平成12年） | 25,556          | 26,658          |
| 2001年（平成13年） | 23,816          | 24,106          |
| 2002年（平成14年） | 21,206          | 21,978          |
| 2003年（平成15年） | 21,781          | 22,762          |
| 2004年（平成16年） | 22,484          | 23,042          |
| 2005年（平成17年） | 21,916          | 22,315          |
| 2006年（平成18年） | 20,655          | 21,303          |
| 2007年（平成19年） | 18,981          | 19,648          |
| 2008年（平成20年） | 19,250          | 21,284          |
| 2009年（平成21年） | 16,402          | 19,066          |
| 2010年（平成22年） | 14,468          | 17,679          |
| 2011年（平成23年） | 14,331          | 17,016          |
| 2012年（平成24年） | 13,838          | 16,979          |
| 2013年（平成25年） | 15,538          | 18,257          |

## 相鄰車站
島原鐵道
■島原鐵道線
急行
通過
普通
愛野－阿母崎－吾妻

## 注腳
1. ↑  第62版（平成27年）長崎統計年鑑 （页面存档备份，存于）（日語） - 長崎縣
2. ↑  長崎縣統計年鑑  （页面存档备份，存于）（日語），2020年9月5日參閲

## 外部連結
- 阿母崎站 - 島原鐵道 （页面存档备份，存于）（日語）